# Пуштовай
Пуштова́й (рос. Пуштовай) — присілок у складі Увинського району Удмуртії, Росія.

## Населення
Населення — 28 осіб (2010; 29 в 2002).
Національний склад станом на 2002 рік:
- удмурти — 97 %

## Урбаноніми[3]
- вулиці — Пуштовайська